# Johannes Schmoller
Johannes Schmoller (* 10. August 1607 in Eisenach; † 4. August 1688 in Stuttgart) war Kriegssekretär des Herzogs Bernhard von Sachsen-Weimar im Dreißigjährigen Krieg.

## Leben
Johannes Schmoller wurde am 10. August 1607 in Eisenach, der damaligen Hauptstadt des Herzogtums Sachsen-Eisenach geboren. Nur ein knappes Jahr vor seiner Geburt vermählte sich sein Vater Johann – ein studierter Rechtswissenschaftler – mit Anna, Tochter des Johann Nödas, welcher dem Sächsischen Rat angehörte und Bürgermeister und Obersteuereinnehmer in Eisenach war. Nachdem die Schmollers 1616 einen großen Teil ihres Besitzes durch eine große Feuersbrunst verloren hatten, siedelten sie in die damalige Universitätsstadt Erfurt um.
Johannes genoss bis in das Jahr 1616 den Unterricht eines Hauslehrers. Er besuchte danach in Erfurt die dortige Lateinschule bis ins Jahr 1623. Zu Ende dieses Jahres wurde er von dem Hof- und Geheimen Regimentsrat zu Eisenach, Johann Ruegger, seinem Taufpaten, ins Haus genommen und damit wieder in seine Geburtsstadt zurück versetzt. Ruegger behielt ihn sieben Jahre als Kanzellisten bei sich und nahm ihn vielfach auf Geschäftsreisen mit. Zuletzt reiste er mit Ruegger nach Leipzig auf den von dem Kurfürsten Johann Georg von Sachsen veranlassten und im Jahr 1631 eröffneten Generalkonvent der evangelischen Stände des Reichs. Dort wurde Schmoller mit Erlaubnis seines Landesherrn, des Herzogs Johann Ernst von Sachsen-Eisenach, von Herzog Bernhard als Kriegskanzellist in Dienst genommen. Er war während seines Dienstes bei Bernhard bei vielen Schlachten und Belagerungen dabei; schon 1631 befand er sich bei der Belagerung und Einnahme von Würzburg durch den schwedischen König Gustav Adolf II., nachher bei der von Mainz und vielen anderen. Am 6. November 1632 folgte er seinem Herrn zur Schlacht bei Lützen und war Augenzeuge der Schlacht zwischen König Gustav Adolf von Schweden und Wallenstein.
Nach der 1634 verlorenen Schlacht in Nördlingen war Schmoller auf der Flucht und verbrannte sämtliche Kanzleiakten, die sonst dem Feinde in die Hände gefallen wären. Anschließend wurde er von Truppen des bayerischen Obergenerals Johann von Werth gefangen genommen und über fünf Wochen lang als Gefangener von Ort zu Ort geschleppt. Als in Durlach der Aufbruch der Armee erfolgen sollte und man im Begriff war, ihn nach München zu schicken, floh er mit dem ebenfalls in bayerische Gefangenschaft geratenen Hauptmann von Trautschwiz. Er gelangte zurück nach Mainz, wo er Herzog Bernhard wieder traf. Dieser händigte ihm sogleich 200 Gulden aus, um sich auszustatten, und erteilte ihm das Prädikat eines Kriegssekretärs. Schmoller geleitete Bernhard in den Jahren 1636 und 1637 nach Paris, nachdem der Herzog 1635 einen Vertrag mit Ludwig XIII. geschlossen hatte. Nach zwei anderen kriegerischen Unternehmungen, denen Schmoller im Jahre 1636 und 1637 beiwohnte, befand er sich im Februar 1638 bei der Schlacht und Einnahme von Rheinfelden.
Nach dem Tode Bernhards 1639 beabsichtigte Schmoller, in seine sächsische Heimat zurückzukehren. Doch die Brüder des gestorbenen Herzogs wiesen ihn an, weiterhin in Breisach zu bleiben und sich den ihm anvertrauten Geschäften zu widmen (Rechnungsführung und ökonomische Besorgungen). In Breisach heiratete Schmoller am 20. April 1640 Anna Magdalena, die älteste Tochter des Johann Konrad Müller – dortiger Magazinverwalter, später württembergischer Rechnungsrat zu Stuttgart. Nach seiner Vermählung wurde Schmoller als Beamter im weimarischen Heer in französischem Dienst angestellt und ihm wurde die Stadtvogtei zu Neuenburg am Rhein nebst dem Kommissariat in angrenzenden Herrschaften übertragen. Nach dem Frieden 1648 wollte Schmoller diesen Dienst quittieren, musste aber noch bis 1650 auf seinem Posten bleiben. Nachdem sein Schwiegervater Müller als Magazinverwalter in Breisach resigniert hatte, wurde ihm zu seinem bisherigen Amt auch noch diese Stellung übertragen.
1650 reiste Schmoller nach Württemberg, weil sein Schwiegervater nun in Stuttgart angestellt war und er Aussicht hatte, dort auch eine Anstellung zu finden. Er wurde durch ein von Herzog Eberhard III. von Württemberg unterschriebenes Dekret vom 26. April 1651 in das Land aufgenommen. Auch wurde ihm das Prädikat eines außerordentlichen Rechenbankrates erteilt. Im Jahre 1655 wurde er, nach dem Tod seines Schwiegervaters, als ordentlicher Rechenbankrat angestellt. Seine Gattin starb am 3. April 1668. Er lebte noch 20 Jahre als Witwer, bat aber bereits im Jahre 1669 um Entlassung von seiner Stelle. Sein ältester Sohnes Johann Bernhard, Kanzlei- und Stadtadvokat in Stuttgart, war nach achtjähriger Ehe bereits 1667 gestorben. Johannes Schmoller starb im Alter von beinahe 81 Jahren am 4. August 1688.